# 顺昌县
顺昌县位于中国福建省的西北部，是南平市下辖一个县。
县域面积1985平方公里，县人民政府驻双溪街道。全县辖12个乡镇（街道）、130个行政村，户籍人口23.02万人，常住人口17.91万人。城区面积8.6平方公里，人口8.4万。

## 历史

### 唐代
唐贞观三年（629年），拆将乐县东南两乡置将水场。垂拱三年（687年），分南乡将水口为蠲科镇。景福二年（893年），改为将水镇，后改永顺场，隶属建州。

### 五代十国
后唐长兴四年（933年），将永顺场升为县，始称顺昌县，隶属建州管辖。据清朝嘉庆《延平府志》记载：“以其初顺服，故名，取顺而昌之意。”

### 宋元明清
宋太平兴国四年（979年），建州改称南剑州，顺昌属福建路南剑州。
元至元十五年（1278年），置福建等处行中书省，南剑州升为南剑路。延祏元年（1314年），南剑路改称延平路，顺昌仍属之。
明洪武元年（1368年），延平路改为延平府，顺昌仍属其所辖。

### 民国时期
1913年，废府，州改道，顺昌县属建安道，道治在今南平市延平区。
1927年，废道改省、县两级制，顺昌县属福建省。
1934年7月，实行行政督察专员制，顺昌属第九行政督察区，区设在今邵武市。
1935年10月，顺昌改属第二行政督察区管辖，区设在今南平市延平区。

### 中华人民共和国
中华人民共和国成立后，福建省划分为8个专区2个市。顺昌县属第二专区。县内划分为5个区，1951年增设第六区，区社驻谢屯乡。
1958年撤区并乡，全县原有45个乡调整为21个乡。同年10月实行政社合一，成立顺昌人民公社，下设城关、洋口、大干、福秀、仁寿5个分社，乡改为生产大队。
1959年撤销顺昌人民公社，改设上游（城关）、洋口、大干、红旗（今元坑）、跃进（今仁寿）5个人民公社，公社下设管理区21个，生产大队76个。
1961年7月，贯彻执行《人民公社工作条例》，撤销管理区，将5个公社76个生产大队调整为12个公社88个生产大队。
1964年，成立建西县，划顺昌县洋源公社及洋口公社的元峰、谢屯、麻溪生产大队，建瓯县房道、岚下公社及南雅公社的南亨、大富、大坋生产大队，南平市的大历公社为建西县辖域。
1970年7月，撤销建西县建制，并入顺昌县，全县划分13个公社，141个生产大队。
1971年，福建省第二专区专员公署迁到建阳，顺昌县改为建阳地区行署。
1975年4月，房道公社划归建瓯县管辖。
1977年6月，设建西镇。全县划分两镇、12个公社、4个居民委员会、126个生产大队。
1981年8月，城关镇更名双溪镇，城关公社更名为水南公社。次年8月，增设洋口镇。
1984年10月，将政社合一之基层政权分开。改公社（镇）管理委员会为乡（镇）人民政府；生产大队改为村民委员会；生产队改为村民小组；各乡镇原辖区仍旧，全县辖3镇、11乡、126个村民委员会。
1988年，建阳地区改为南平地区，顺昌县改为隶属南平地区。
1995年1月，南平撤地设市，顺昌县归南平市管辖。
2005年12月，经省政府批复，撤销双溪镇与水南镇建制，双溪水南合并，设立双溪街道办事处；撤销际会乡建制，并入建西镇。
2014年7月15日，经省政府批复，撤销郑坊乡，设立郑坊镇。

## 地理
顺昌县位于闽北山区，境内多山区丘陵，平地较少。
全县东西长74公里，南北宽61公里，境域总面积1979.5平方公里。其中陆地面积1948.87平方公里，占总面积98.18%；水域面积36.13平方公里，占1.82%。县城海拔129米。

### 位置
地处福建省中部偏北，分别与南平市延平区、建瓯市、建阳区及邵武市相邻，南与三明市沙县区及将乐县接壤。地理坐标为东经117°29′～118°14′，北纬26°38′～27°12′。

### 地形
境内中山占10%，低山占32%，高丘占35%，盆谷占7%，低丘占3%。地势北部和西南部较高，中南部和沿河两岸较低，整体地形自北、西南部向中部、东南部倾斜。县内山峰众多，源于武夷山系东伸之脉。除东南部外，边境均有千米以上群山环抱。其中较为知名的山峰为西北部最高峰宝山，海拔1304米。宝山内建有宝山寺，2001年被列为第五批全国重点文物保护单位。东北部最高峰郭岩山，海拔1384米，这条支脉全长250余公里；还有华家山、笔架山、超华山、瑞云岩、龙岩岗，海拔均在千米以上。

### 河流水系
全县河流总长度954.2公里，境内有富屯溪、金溪两大干流，和仁寿溪、蛟溪、麻溪、鸬鹚溪、高阳溪等11条支流。地表水多年平均径流总量142.03亿立方米，溪河水力资源理论蕴藏20.7万千瓦，可开发利用的有13.7万千瓦。
富屯溪：闽江上游之干流，发源于邵武市桂林乡巫山，流经光泽、邵武、至顺昌富文入境，经大干、埔上、下沙至县城附近与金溪汇合，再经洋口，进南平境流入闽江。县境内河长55公里。
金溪：发源于宁化县大洋，流经建宁、泰宁、将乐，在谟武进入顺昌县境内，经蛟溪、陈布、贵岭，在县城附近汇入富屯溪，河道全长224公里。

### 物产
顺昌县曾先后被命名为“中国竹子之乡”、“中国杉木之乡”、“中国航天高科技应用农业示范基地”、“中国竹荪之乡”、"中国无患子之乡"、“中国四季桂之乡”、"中国油茶之乡"。是福建省的重点林区和毛竹生产基地县。

### 气候
顺昌县属于副热带季风气候。
| 顺昌(平均數據1991–2020 極端數據1981–2010) | 顺昌(平均數據1991–2020 極端數據1981–2010) | 顺昌(平均數據1991–2020 極端數據1981–2010) | 顺昌(平均數據1991–2020 極端數據1981–2010) | 顺昌(平均數據1991–2020 極端數據1981–2010) | 顺昌(平均數據1991–2020 極端數據1981–2010) | 顺昌(平均數據1991–2020 極端數據1981–2010) | 顺昌(平均數據1991–2020 極端數據1981–2010) | 顺昌(平均數據1991–2020 極端數據1981–2010) | 顺昌(平均數據1991–2020 極端數據1981–2010) | 顺昌(平均數據1991–2020 極端數據1981–2010) | 顺昌(平均數據1991–2020 極端數據1981–2010) | 顺昌(平均數據1991–2020 極端數據1981–2010) | 顺昌(平均數據1991–2020 極端數據1981–2010) |
| 月份                                      | 1月                                       | 2月                                       | 3月                                       | 4月                                       | 5月                                       | 6月                                       | 7月                                       | 8月                                       | 9月                                       | 10月                                      | 11月                                      | 12月                                      | 全年                                      |
| ----------------------------------------- | ----------------------------------------- | ----------------------------------------- | ----------------------------------------- | ----------------------------------------- | ----------------------------------------- | ----------------------------------------- | ----------------------------------------- | ----------------------------------------- | ----------------------------------------- | ----------------------------------------- | ----------------------------------------- | ----------------------------------------- | ----------------------------------------- |
| 历史最高温 °C（°F）                       | 28.1 (82.6)                               | 33.2 (91.8)                               | 33.8 (92.8)                               | 35.9 (96.6)                               | 36.7 (98.1)                               | 37.5 (99.5)                               | 40.8 (105.4)                              | 40.3 (104.5)                              | 38.2 (100.8)                              | 36.2 (97.2)                               | 34.4 (93.9)                               | 28.5 (83.3)                               | 40.8 (105.4)                              |
| 平均高温 °C（°F）                         | 14.0 (57.2)                               | 16.3 (61.3)                               | 19.3 (66.7)                               | 24.8 (76.6)                               | 28.4 (83.1)                               | 31.0 (87.8)                               | 34.4 (93.9)                               | 34.0 (93.2)                               | 31.2 (88.2)                               | 26.9 (80.4)                               | 21.5 (70.7)                               | 16.0 (60.8)                               | 24.8 (76.7)                               |
| 日均气温 °C（°F）                         | 8.9 (48.0)                                | 11.0 (51.8)                               | 14.0 (57.2)                               | 19.1 (66.4)                               | 22.9 (73.2)                               | 25.8 (78.4)                               | 28.3 (82.9)                               | 27.8 (82.0)                               | 25.4 (77.7)                               | 20.6 (69.1)                               | 15.5 (59.9)                               | 10.3 (50.5)                               | 19.1 (66.4)                               |
| 平均低温 °C（°F）                         | 5.7 (42.3)                                | 7.6 (45.7)                                | 10.7 (51.3)                               | 15.4 (59.7)                               | 19.4 (66.9)                               | 22.4 (72.3)                               | 24.0 (75.2)                               | 24.0 (75.2)                               | 21.7 (71.1)                               | 16.8 (62.2)                               | 12.0 (53.6)                               | 6.8 (44.2)                                | 15.5 (60.0)                               |
| 历史最低温 °C（°F）                       | −4.5 (23.9)                               | −3.2 (26.2)                               | −3.2 (26.2)                               | 4.3 (39.7)                                | 10.2 (50.4)                               | 14.0 (57.2)                               | 19.5 (67.1)                               | 18.8 (65.8)                               | 13.0 (55.4)                               | 4.9 (40.8)                                | −0.8 (30.6)                               | −7.7 (18.1)                               | −7.7 (18.1)                               |
| 平均降水量 mm（）                         | 71.7 (2.82)                               | 107.5 (4.23)                              | 211.5 (8.33)                              | 196.6 (7.74)                              | 260.5 (10.26)                             | 337.8 (13.30)                             | 149.6 (5.89)                              | 153.3 (6.04)                              | 91.5 (3.60)                               | 58.7 (2.31)                               | 70.8 (2.79)                               | 60.6 (2.39)                               | 1,770.1 (69.7)                            |
| 平均降水天数（≥ 0.1 mm）                  | 11.5                                      | 13.6                                      | 18.4                                      | 17.0                                      | 18.4                                      | 18.8                                      | 12.6                                      | 14.2                                      | 10.4                                      | 7.2                                       | 8.3                                       | 9.1                                       | 159.5                                     |
| 平均相對濕度（％）                        | 81                                        | 81                                        | 82                                        | 80                                        | 81                                        | 83                                        | 77                                        | 78                                        | 78                                        | 77                                        | 80                                        | 80                                        | 80                                        |
| 月均日照時數                              | 86.2                                      | 85.3                                      | 90.1                                      | 110.6                                     | 130.9                                     | 136.5                                     | 234.0                                     | 215.0                                     | 175.2                                     | 159.9                                     | 120.0                                     | 109.3                                     | 1,653                                     |
| 可照百分比                                | 26                                        | 27                                        | 24                                        | 29                                        | 31                                        | 33                                        | 56                                        | 54                                        | 48                                        | 45                                        | 37                                        | 34                                        | 37                                        |
| 来源：China Meteorological Administration |                                           |                                           |                                           |                                           |                                           |                                           |                                           |                                           |                                           |                                           |                                           |                                           |                                           |

## 政治

### 行政区划
顺昌县下辖1个街道办事处、8个镇、3个乡：
双溪街道、建西镇、洋口镇、元坑镇、埔上镇、大历镇、大干镇、仁寿镇、郑坊镇、洋墩乡、岚下乡和高阳乡。

## 人口
根據第七次全国人口普查數據，截至2020年11月1日零時，順昌縣常住人口為179064人。
2021年，顺昌县国民经济和社会发展统计公报数据，2021年末，全县户籍总人口22.74万人，其中男性11.77万人，占51.7%；女性10.97万人，占48.3%。

## 经济
据初步核算，2021年全县实现地区生产总值140.62亿元，同比增长10.0%，比2019年增长5.2%，两年年均增长2.6%。其中，第一产业增加值21.47亿元，比增6.0%；第二产业增加值49.1亿元，比增7.4%（其中工业增加值比增8.2%，建筑业增加值比增4.3%）；第三产业增加值70.06亿元，比增13.2%。
三次产业结构为15.3:34.9:49.8，三次产业对生产总值的拉动率分别为1.0、2.6和6.3个百分点。
2021年全县全体居民人均可支配收入27795元，比增8.9%。其中，城镇居民人均可支配收入36085元，同比增长8.2%；农村居民人均可支配收入19591元，同比增长10.5%。城乡居民人均可支配收入比值为1.84，比上年缩小0.04。
在支出方面，2021年全县全体居民人均消费支出18041元，比增12.6%。其中，城镇居民人均消费支出22613元，比增10.8%；农村居民人均消费支出13831元，比增16.6%。
在消费方面，2021全年社会消费品零售总额33.9亿元，比增7.0%。分类别看，限额以上消费品零售额3.39亿元，比增10.9%；限额以下消费品零售额30.51亿元，比增6.5%。

### 农业
2021全年实现农林牧渔业总产值37.03亿元，比增6.1%。
分行业看，农业产值15.80亿元，比增8.9%；林业产值11.11亿元，比增6.3%；牧业产值6.78亿元，比增3.3%；渔业产值1.85亿元，比增0.2%。

### 工业和建筑业
2021年全县规模以上工业增加值可比价比增12.7%。
其中光电机械、食品保健品、竹木加工产业、电力产业增加值（现价）分别比降31.7%、56.7%、7.6%、16.7%，化工建材产业比增86.0%。全年规模以上工业销售产值比降5.2%，出口交货值比增18.6%。
全年建筑业完成增加值10.01亿元，比增4.3%。2021年县内建筑施工企业完成产值6.21亿元，比增22.4%。

### 财政收入
2021年，全县实现财政收入9.05亿元，完成预算的102.7%，较上年增收0.49亿元，同比增长5.8%。
地方级财政收入5.71亿元，完成预算的100.6%，同比增长2.6%。其中，税收收入4.1亿元，比增10.0%；非税收入1.62亿元，比降12.5%。全县税收收入占地方级收入的比重为71.7%，比上年提高4.9个百分点。
在支出方面，2021年财政总支出23.69亿元，比降5.2%（剔除上年权责发生制列支口径比增3.4%）

## 文化

### 方言
顺昌话受邻近地区的影响，兼有闽语、客语和赣语的特点，被称为闽客赣方言，主要通行于顺昌县西南部的双溪、水南、埔上、大干、元坑、郑坊等6个乡镇。此外的仁寿、洋墩、岚下、高阳、大历、际会、洋口、建西8乡镇通行闽语闽北片。埔上、大干还通行闽语闽南片。也有部分闽语閩東片侯官小片人群。

## 交通

### 公路
- 宁光高速； 316国道； 528国道； 岭文线过境。

### 铁路
- 鹰厦铁路过境，设有顺昌站。